# Hultsjö församling
Hultsjö församling var en församling inom Njudungs kontrakt i Växjö stift inom Svenska kyrkan och låg i Sävsjö kommun. Församlingen ingick i Sävsjö pastorat. Församlingen uppgick 2019 i Stockaryds församling.
Församlingskyrka var Hultsjö kyrka.

## Administrativ historik
Församlingen har medeltida ursprung.
Församlingen utgjorde under medeltiden ett eget pastorat för att sedan till 1962 vara moderförsamling i pastoratet Hultsjö, Skepperstad och Hjärtlanda. Från 1962 var den annexförsamling i pastoratet Stockaryd och Hultsjö som 1992 utökades med Hjälmseryds församling. Från 2006 var församlingen annexförsamling i pastoratet Sävsjö, Vrigstad-Hylletofta, Stockaryd, Hultsjö och Hjälmseryd, där också Skepperstad och Hjärtlanda församlingar ingick innan de 2010 uppgick i Sävsjö.
Församlingen uppgick 2019 i Stockaryds församling.

## Organister och klockare
| Verksam   | Namn                    | Levnadstid | Övrigt                |
| --------- | ----------------------- | ---------- | --------------------- |
| 1731-1737 | Jon Månsson             |            | Klockare              |
| 1760-1761 | Carl                    |            | Klockare              |
| 1762-1768 | Carl Carlström          |            | Klockare och organist |
| 1769-1805 | Peter Carlsson Sandberg | 1735-      | Klockare och organist |
| 1807-     | Magnus Petersson        | 1783-      | Klockare och organist |